# Ljubuški
Ljubuški (escucharⓘ) es un municipio y localidad de Bosnia y Herzegovina. Se encuentra en el cantón de Herzegovina Occidental, dentro del territorio de la Federación de Bosnia y Herzegovina. La capital del municipio de Ljubuški es la localidad homónima.

## Localidades
El municipio de Ljubuški se encuentra subdividido en las siguientes localidades:

## Demografía
En el año 2009 la población del municipio de Ljubuški era de 23 870 habitantes. La superficie del municipio es de 292.7 kilómetros cuadrados, con lo que la densidad de población era de 82 habitantes por kilómetro cuadrado.